# Історія політичних і правових вчень
Історія політичних і правових вчень — наукова і навчальна дисципліна, яка розглядає закономірності розвитку політико-правової теорії, концепції права і держави, що існували в історії юриспруденції. Після 1956 року стала окремим предметом в університетській дидактиці. Об'єктом вивчення даного напрямку є наукові погляди (доктрини) на феномен і природу держави і права за весь історичний період.